# Salamanca o la singular verbena del Paseo de la Estación
Salamanca o la singular verbena del Paseo de la Estación, comedia lírica de costumbres salmantinas en dos actos y seis cuadros, es una zarzuela con libreto y música del madrileño Francisco José Álvarez García. Fue estrenada el 9 de junio de 2017 en el Teatro del Liceo de Salamanca. Está considerada como la primera zarzuela costumbrista del siglo XXI.

## La obra
Francisco José Álvarez García, compendia en una zarzuela de costumbres salmantinas las principales características y acontecimientos que acompañaron a la ciudad de Salamanca en los albores del siglo XX. La trama, desarrollada en tres escenarios típicos salmantinos, comienza con la excusa del traslado del templete de música que, tras ocho años en el paseo de la Alamedilla, vuelve en septiembre de 1906 a su ubicación primitiva: la Plaza Mayor de Salamanca. 
Alfredo Fuentes, propietario de un local de bebidas en el Paseo de la Estación, protagoniza la obra participando en un concurso de verbenas propuesto por el Ayuntamiento con el que buscará enamorar a Clara Martin, artesana local. 
Músicos, personajes de la época, acontecimientos y situaciones pintorescas se mezclan en una propuesta arriesgada de un género que, desde hace más de 50 años, prácticamente no cuenta con nuevos estrenos en España.
La obra fue producida por la Fundación Municipal de Cultura de Salamanca quien dispuso los medios técnicos y humanos para su realización. En ella participaron la Banda municipal de música de Salamanca dirigida por Mario Vercher Grau, el Coro Ciudad de Salamanca y el grupo de coros y danzas Montaraces y Charros. Jaime Jiménez Pérez fue el encargado de los arreglos musicales para banda.
En el ciclo de su estreno se verificaron tres representaciones en el Teatro del Liceo de Salamanca los días 9, 10 y 12 de junio de 2017, todas ellas con lleno absoluto. En septiembre del mismo año volvió a las tablas con otras cuatro nuevas funciones.
La zarzuela recibió buenas críticas tanto en el ámbito local como en el nacional, con reseñas en diferentes revistas especializadas, de divulgación científica, programas de radio especializados, etc.

## Argumento
La obra se desarrolla en Salamanca, concretamente en septiembre de 1906, durante el periodo de ferias. Alfredo Fuentes, propietario de un local de bebidas en el Paseo de la Estación, decide presentarse a un concurso de verbenas impulsado por el Ayuntamiento de la ciudad, para enamorar a una artesana local: Clara Martin, consumada bailarina

## Números musicales
- Acto primero
  - Preludio (Banda)
  - Cuadro I, Escena I: "Canta la piedra viva de Salamanca" (Clara Martín y coro)
  - Cuadro I, Escena V: "Hay que presentarse" (Alfredo, amigos y coro)
  - Cuadro I, Escena VII: "Charrada" (Baile tradicional)
  - Cuadro II,: "Interludio I" (Banda)
  - Cuadro II, Escena II: "Primero y ya en la cuna" (Bretón y amigos)
  - Cuadro III: "Saludo a Francia" (Banda)
  - Cuadro III, Escena V: "Tiene la Banda" (Irene y coro)

- Acto segundo
  - Entreactos (Banda)
  - Cuadro IV, Escena I: "La vida del comediante" (Coro)
  - Cuadro IV, Escena V: "Ves, es lo que soy" (Bretón)
  - Cuadro IV, Escena X: "De siempre segundos platos fueron más ricos" (Clara e Irene)
  - Cuadro V,: "Interludio II" (Banda)
  - Cuadro V, Escena I: "En la alegría y la pena" (Alfredo y amigos)
  - Cuadro VI,: "Interludio III" (Banda)
  - Cuadro VI, Escena VI: "Donde tiene que estar" (Todos)

## Personajes
Los personajes e intérpretes principales en el ciclo de representaciones del estreno fueron:
- Alfredo Fuentes, tenor (Alejandro Gago).
- Clara Martín, soprano (Amparo Mateos).
- Mario Bretón, tenor (Adolfo Muñoz).
- Irene Sánchez, soprano (Inés Redondo).